# Kent Steffes
Kent C. Steffes, född 23 juni 1968 i Ann Arbor i Michigan, är en amerikansk beachvolleybollspelare.
Steffes blev olympisk guldmedaljör i beachvolleyboll vid sommarspelen 1996 i Atlanta.